# Fuji KM-2
El Fuji KM-2 es un avión ligero japonés de hélice, que fue desarrollado por Fuji Heavy Industries del Beechcraft T-34 Mentor que Fuji construyó bajo licencia. Varias versiones han sido utilizados como entrenadores primarios de las Fuerzas de Autodefensa de Japón, con la versión KM-2B aun en servicio con la Fuerza Aérea de Autodefensa de Japón.

## Diseño y desarrollo
Fuji Heavy Industries fue fundada en julio de 1952 como sucesora de Nakajima, y llevó a cabo la producción bajo licencia del avión de entrenamiento Beech T-34 como su primer producto. Gracias a la experiencia ganada Fuji inició el desarrollo del Fuji LM-1 Nikko que fue un avión de enlace de cuatro plazas propulsado por un motor Continental O-470 de 225 hp, con la introducción de un motor más potente del motor Lycoming O-480 de 340 hp se cambia la designación a LM-2, tanto con el LM-1 y LM-2 están en servicio activo en la Fuerza Terrestre de Autodefensa de Japón.
El KM era una versión civil del LM-1 con cuatro asientos, equipado con un motor más potente Lycoming que más tarde fue utilizado por el LM-2. Después de que el KM fue utilizado por el gobierno japonés para la formación de pilotos civiles, el KM-2 fue desarrollado como entrenador con asientos paralelos, volando por primera vez el 16 de enero de 1962. Sesenta y dos fueron comprados por el Fuerza Marítima de Autodefensa de Japón como entrenadores primarios, con otros dos adquiridos por la Fuerza de Autodefensa de Japón como el TL-1.
El KM-2B fue un desarrollo postelrior de KM-2 para su uso como un entrenador básico por la Fuerza Aérea de Autodefensa de Japón. Combinó la estructura y el motor de la KM-2 con la cabina en tándem de del T-34 Mentor. Su primer vuelo fue el 17 de enero de 1978. Cincuenta fueron comprados por el JASDF como del Fuji T-3, la producción continuó hasta 1992.

## Operadores
Japón
- Fuerzas Aérea de Autodefensa de Japón
- Fuerzas Terrestre de Autodefensa de Japón
- Fuerzas Marítima de Autodefensa de Japón

- Datos: Q1473106
- Multimedia: Fuji KM-2 / Q1473106